# 顔つき
| ウィキペディアには「顔つき」という見出しの百科事典記事はありません（タイトルに「顔つき」を含むページの一覧/「顔つき」で始まるページの一覧）。 代わりにウィクショナリーのページ「かおつき」が役に立つかもしれません。 |